# Dylan (1973년 음반)
《Dylan》은 컬럼비아 레코드가 1973년 11월 19일에 발매한 미국의 싱어송라이터 밥 딜런의 음반으로 구성된 자칭 열세 번째 스튜디오 음반이다. 트랙은 딜런 자신이 직접 입력하지 않은 채 레이블에 의해 결합되어 발행되었다. 이 음반은 1966년 이후 첫 주요 투어 발표와 함께 컬럼비아에서 어사일럼 레코드로 떠난 아티스트의 출발에 이은 것이다. 유럽에서는 《A Fool Such as I》라는 제목으로 음반이 발매되었다.

## 구성 및 녹음
이 음반은 《Self Portrait》와 《New Morning》을 발매한 이전 딜런의 스튜디오 아웃테이크들로 구성되어 있다. 음반에 수록된 9곡은 6곡의 커버곡과 3곡의 전통곡으로 구성되어 있으며, 딜런이 각색하고 편곡하였다. 처음 7개의 트랙은 1970년 6월에 《New Morning》 세션 동안 녹음되었고, 마지막 2개는 《Self Portrait》 세션 동안 1969년 4월에 녹음되었다. 이 음반에는 딜런의 1971년 싱글 〈Watching the River Flow〉의 B-사이드로 기존에 발매된 버전과는 다른 〈Spanish Is the Loving Tongue〉의 녹음이 담겨 있다.
음반 커버는 예술감독 존 버그가 디자인했다. 음반 앞면에 피처링된 오리지널 사진은 사진작가 알 클레이튼이 촬영했다. 그 실크 스크린은 아티스트 리처드 케너슨이 수행했다.

## 평가 및 재발매
| 전문가 평가                   | 전문가 평가   |
| 평가 점수                     | 평가 점수     |
| 출처                          | 점수          |
| ----------------------------- | ------------- |
| AllMusic                      | [ 4 ]         |
| Christgau's Record Guide      | E             |
| Entertainment Weekly          | F             |
| MusicHound                    | woof!         |
| Rolling Stone                 | (unfavorable) |
| The Rolling Stone Album Guide | [ 9 ]         |

《Dylan》은 발매 당시 매우 좋지 않은 평가를 받았으나, 가까스로 미국에서 17위에 올라 미국 음반 산업 협회의 골드 인증을 받았다. 이 음반은 영국에서 차트를 하지 않은 최초의 밥 딜런 음반이 되었는데, 영국에서는 그의 음반이 일반적으로 미국보다 더 높은 차트를 기록했다. 《Dylan》은 컬럼비아 딜런 음반이 북미 시장에서 콤팩트 디스크로 재발매되지 않은 유일한 음반으로, 2013년 《Complete Album Collection》 박스 세트에 포함되기 전까지 발매되지 않았다. 2009년 12월까지 이 음반은 《Bob Dylan: The Collection》의 일부로 아이튠즈에서 판매되었다.

## 곡 목록
| #  | 제목                           | 작사·작곡                                   | 재생 시간 |
| -- | ------------------------------ | ------------------------------------------- | --------- |
| 1. | 〈Lily of the West〉           | 민요                                        | 3:44      |
| 2. | 〈Can't Help Falling in Love〉 | 조지 웨이스, 휴고 페레티, 루이지 크레이토어 | 4:17      |
| 3. | 〈Sarah Jane〉                 | 민요                                        | 2:43      |
| 4. | 〈The Ballad of Ira Hayes〉    | 피터 라 파지                                | 5:08      |

| #  | 제목                             | 작사·작곡                     | 재생 시간 |
| -- | -------------------------------- | ----------------------------- | --------- |
| 1. | 〈Mr. Bojangles〉                | 제리 제프 워커                | 5:31      |
| 2. | 〈Mary Ann〉                     | 민요                          | 2:40      |
| 3. | 〈Big Yellow Taxi〉              | 조니 미첼                     | 2:12      |
| 4. | 〈A Fool Such as I〉             | 빌 트레이더                   | 2:41      |
| 5. | 〈Spanish is the Loving Tongue〉 | 빌리 사이먼, 찰스 배저 클라크 | 4:13      |